# Razzmatazz (álbum)
Razzmatazz (estilizado en mayúsculas; a veces como RΛZZMΛTΛZZ) es el álbum debut de estudio del dúo musical estadounidense I Don't Know How But They Found Me. Originalmente fue programado para ser lanzado por Fearless Records el 16 de octubre de 2020, pero se retrasó hasta el 23 de octubre de 2020 debido a la pandemia de COVID-19.

## Promoción
Más de dos años antes del lanzamiento del álbum, la canción «Nobody Likes The Opening Band» se lanzó como descarga gratuita en su sitio web el 14 de marzo de 2018, acompañada de un vídeo musical. El 5 de agosto de 2020, la banda lanzó un video con la letra del primer sencillo del álbum «Leave Me Alone» junto con el anuncio del título y la fecha de lanzamiento del álbum. El 16 de septiembre, se lanzó la canción «Razzmatazz», junto con un video con letra. El 2 de octubre, se lanzó el tercer sencillo «New Invention», junto con un video con letra. El 25 de enero, la banda tocó «Leave Me Alone» en Jimmy Kimmel Live!. Así como en The Ellen DeGeneres Show el 23 de febrero.
Para el Record Store Day en junio de 2021, la banda lanzó Razzmatazz B-Sides como un disco de imágenes exclusivo. Este EP incluía una nueva pista extra, «Mx. Sinister», una versión de «Debra» de Beck y versiones reinventadas de Leave Me Alone y Modern Day Cain.
A mediados de 2021, la banda reanudó sus giras tras el levantamiento de las restricciones pandémicas. Su primer show frente a una audiencia incluyó debuts en vivo de la mayoría de las canciones de Razzmatazz. La banda haría una gira internacional para varios festivales y está lista para continuar de giras para el ciclo de álbumes.

## Recepción de la crítica
Razzmatazz recibió críticas positivas de los críticos musicales. En Metacritic, que asigna una calificación normalizada sobre 100 de las reseñas de los críticos, el álbum tiene una puntuación promedio de 84, lo que indica "aclamación universal" basada en 4 reseñas. DIY describió el álbum como "fusionando sintetizadores de los 80, piano barroco y coros concisos y autocríticos", y agregó que es "divertido, extravagante y enteramente de su tiempo". The Line of Best Fit elogió el lirismo del líder Dallon Weekes en las canciones «Mad IQs» y «Clusterhug», así como su trabajo de bajo en «Sugar Pills» y «New Invention».

## Listado de canciones
Edición digital

| N.º   | Título                          | Escritor(es)                              | Productor(es)      | Duración |  |
| 1.    | «Leave Me Alone»                | Dallon Weekes                             | Tim Pagnotta       | 3:44     |  |
| 2.    | «Mad IQs»                       | Weekes, Pagnotta, Brian Phillips          | Pagnotta, Phillips | 3:02     |  |
| 3.    | «Nobody Likes the Opening Band» | Weekes                                    | Weekes             | 2:15     |  |
| 4.    | «New Invention»                 | Weekes, Pagnotta, Chad Walsh, David Walsh | Pagnotta           | 3:11     |  |
| 5.    | «From the Gallows»              | Weekes                                    | Pagnotta           | 2:42     |  |
| 6.    | «Clusterhug»                    | Weekes                                    | Pagnotta           | 3:12     |  |
| 7.    | «Sugar Pills»                   | Weekes, Stu Maxfield                      | Pagnotta           | 3:07     |  |
| 8.    | «Kiss Goodnight»                | Weekes                                    | Pagnotta           | 3:50     |  |
| 9.    | «Lights Go Down»                | Weekes, Jason Hill                        | Pagnotta           | 3:24     |  |
| 10.   | «Need You Here»                 | Weekes, Andrew Goldstein                  | Pagnotta           | 3:07     |  |
| 11.   | «Door»                          | Weekes                                    | Weekes             | 1:32     |  |
| 12.   | «Razzmatazz»                    | Weekes, Pagnotta, Phillips                | Pagnotta           | 4:18     |  |
| 41:59 |                                 |                                           |                    |          |  |

Edición física

| N.º   | Título                          | Escritor(es)                         | Productor(es)      | Duración |  |
| 1.    | «Leave Me Alone»                | Weekes                               | Pagnotta           | 3:44     |  |
| 2.    | «Indoctrination»                | Weekes                               | Pagnotta           | 1:11     |  |
| 3.    | «Mad IQs»                       | Weekes, Pagnotta, Phillips           | Pagnotta, Phillips | 3:02     |  |
| 4.    | «Nobody Likes the Opening Band» | Weekes                               | Weekes             | 2:15     |  |
| 5.    | «New Invention»                 | Weekes, Pagnotta, C. Walsh, D. Walsh | Pagnotta           | 3:51     |  |
| 6.    | «From the Gallows»              | Weekes                               | Pagnotta           | 2:42     |  |
| 7.    | «Clusterhug»                    | Weekes                               | Pagnotta           | 3:35     |  |
| 8.    | «Sugar Pills»                   | Weekes, Maxfield                     | Pagnotta           | 3:33     |  |
| 9.    | «Kiss Goodnight»                | Weekes                               | Pagnotta           | 3:50     |  |
| 10.   | «Lights Go Down»                | Weekes, Jason Hill                   | Pagnotta           | 3:43     |  |
| 11.   | «Need You Here»                 | Weekes, Goldstein                    | Pagnotta           | 3:29     |  |
| 12.   | «Door»                          | Weekes                               | Weekes             | 1:29     |  |
| 13.   | «Tomorrow People»               | Weekes                               | Pagnotta           | 1:19     |  |
| 14.   | «Razzmatazz»                    | Weekes, Pagnotta, Phillips           | Pagnotta           | 4:18     |  |
| 37:15 |                                 |                                      |                    |          |  |

Razzmatazz Lado B

| N.º   | Título                               | Escritor(es)                                      | Productor(es) | Duración |  |
| 1.    | «Mx. Sinister»                       | Weekes                                            | Weekes        | 3:02     |  |
| 2.    | «Modern Day Cain» (Slow Jam version) | Weekes                                            | Weekes        | 2:58     |  |
| 3.    | «Leave Me Alone»                     | Weekes                                            | Pagnotta      | 3:44     |  |
| 4.    | «Debra» (Beck cover)                 | Beck Hansen, Ed Green, John King, Michael Simpson | Weekes        | 4:36     |  |
| 5.    | «From the Gallows» (Demo)            | Weekes                                            | Weekes        | 2:31     |  |
| 6.    | «Leave Me Alone» (versión piano)     | Weekes                                            | Weekes        | 3:32     |  |
| 20:23 |                                      |                                                   |               |          |  |

## Personal
I Don't Know How But They Found Me
- Dallon Weekes – voz principal, bajo, guitarra, piano, teclados, sintetizadores, ukulele, producción
- Ryan Seaman – batería, percusión, coros

Músicos adicionales
- Ian Walsh – guitarra
- Matt Appleton – saxofón
- Alex Nauth – trompeta
- Amelie Weekes – voces en "Need You Here"

## Posicionamiento en listas
| Lista (2020)                            | Mejor posición |
| --------------------------------------- | -------------- |
| Estados Unidos (Billboard 200)          | 122            |
| Estados Unidos (Top Heatseekers Albums) | 2              |
| Estados Unidos (Independent Albums)     | 26             |
| Estados Unidos (Top Alternative Albums) | 11             |
| Estados Unidos (Top Rock Albums)        | 22             |
| Reino Unido (UK Albums Chart)           | 87             |

## Historial de lanzamiento
| Región | Fecha                 | Sello    | Formato                             | Catálogo  |
| ------ | --------------------- | -------- | ----------------------------------- | --------- |
| Varios | 23 de octubre de 2020 | Fearless | CD, LP, descarga digital, streaming | FEAR01397 |